# Museo di storia della mezzadria
Il museo di storia della mezzadria "Sergio Anselmi" si trova a Senigallia. Ha sede in un'ala dell'ex convento di Santa Maria delle Grazie (fine XV secolo) e dal 2004 è intitolato al suo ideatore e curatore scientifico Sergio Anselmi, che lo ha diretto dal 1978 (data di apertura) al 2003.

## Descrizione
Il Museo, che per imponenza e rigore scientifico si affianca ai più importanti musei demoantropologici italiani, documenta i caratteri del lavoro e della vita del mezzadro marchigiano dal XIX secolo fino agli anni sessanta del XX secolo. Oltre 2.000 oggetti sono disposti a tema in trenta ambienti, secondo il loro ruolo nell'economia mezzadrile e secondo il calendario dei lavori e delle stagioni. Ingrandimenti di fotografie dei primi anni del Novecento e opere su tela di Vittorio Ottavio Giuliani con scene di vita contadina accompagnano il visitatore lungo tutto il percorso espositivo. Alle pareti della seconda scalinata e del pianerottolo del primo piano è in mostra permanente la collezione di fotografie di Mario Giacomelli su "lavoro agricolo" e "paesaggio agrario" donata al museo dal maestro senigalliese nel 1978.